# Apsique
Apsique (em grego: Άψιχ; romaniz.: Apsich) foi um comandante ávaro do final do século VI e começo do VII, ativo na fronteira com o Império Bizantino. Aparece pela primeira vez em 569/570, quando foi enviado como emissário para negociar com Tibério um acordo no qual os ávaros seriam assentados em solo imperial, porém sua proposta foi rejeitada pelo imperador Justino II (r. 565–578).
Em ca. 581, Apsique reaparece como um dos comandantes ávaros que sitiaram e tomaram a cidade de Sírmio. Em 601, liderou os ávaros numa expedição na Dardânia e em seguida envolveu-se nas negociações infrutíferas com Pedro. No verão de 602, o grão-cã ávaro enviou-o numa expedição contra os antas, um povo aliado dos bizantinos, em retaliação por uma expedição liderada por Goduíno contra os eslavos.